# Carl Stock (Künstler)
Carl Stock (* 10. März 1876 in Kesselstadt; † 5. April 1945 in Frankfurt a. M.) war ein deutscher Bildhauer, Zeichner, Medailleur und Kunsthandwerker.

## Leben

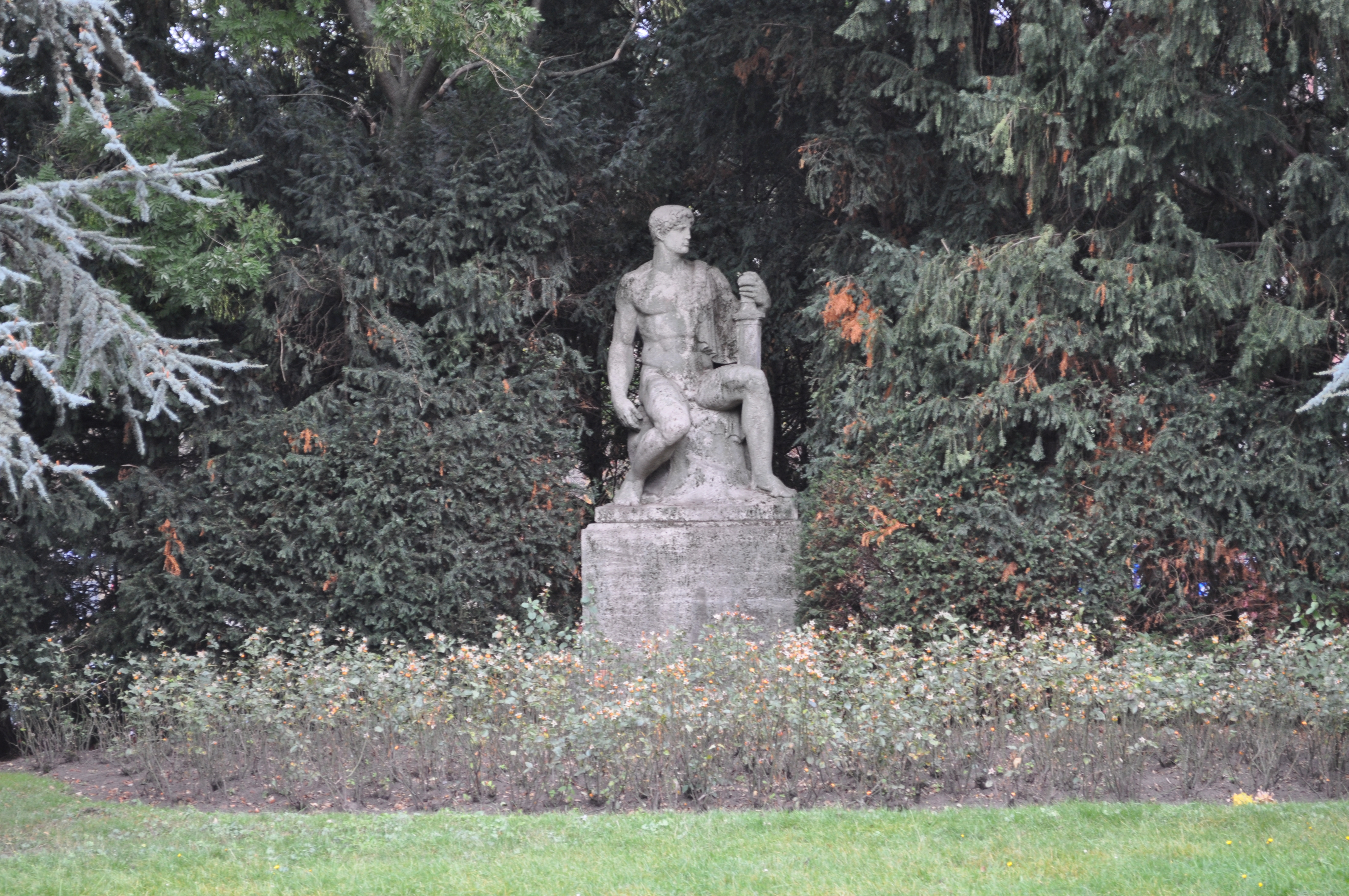
Körnerdenkmal, geschaffen 1915.

Stock studierte an der Staatlichen Zeichenakademie in Hanau bei Max Wiese, bei dem er auch Meisterschüler wurde. Bereits mit 16 Jahren erhielt er den Staatspreis und die große silberne Medaille der Akademie. Anschließend ging er nach München, wo er zusammen mit seinem ehemaligen Studienkollegen Adolf Amberg einen Silberbrunnen für die Weltausstellung 1900 in Paris schuf. Dieser wurde in der Ausstellung mit einer Bronzemedaille ausgezeichnet. 1905 war Stock in Berlin, dort arbeitete er für Ludwig Hoffmann als Bauplastiker, bevor er zur Silberwarenfabrik P. Bruckmann & Söhne nach Heilbronn ging, wo er künstlerischer Leiter wurde. Ab 1908 arbeitete Stock im Städel-Atelierhaus in Frankfurt a. M. Hier schuf er vor allem Bauplastiken, Grabdenkmäler und Brunnenfiguren sowie Medaillen.
Im Ersten Weltkrieg verfertigte Stock die im Juni 1915 öffentlich eingeweihte Holzstatue des „Eisernen Adlers“, einer Nagelfigur, mit der durch Einschlagen von Nägeln Spenden gesammelt wurden. Stock entwarf auch Plakate, Postkarten und eine Medaille „Hilfe für kriegsgefangene Deutsche“ im Umfeld dieser Aktion.

## Werke

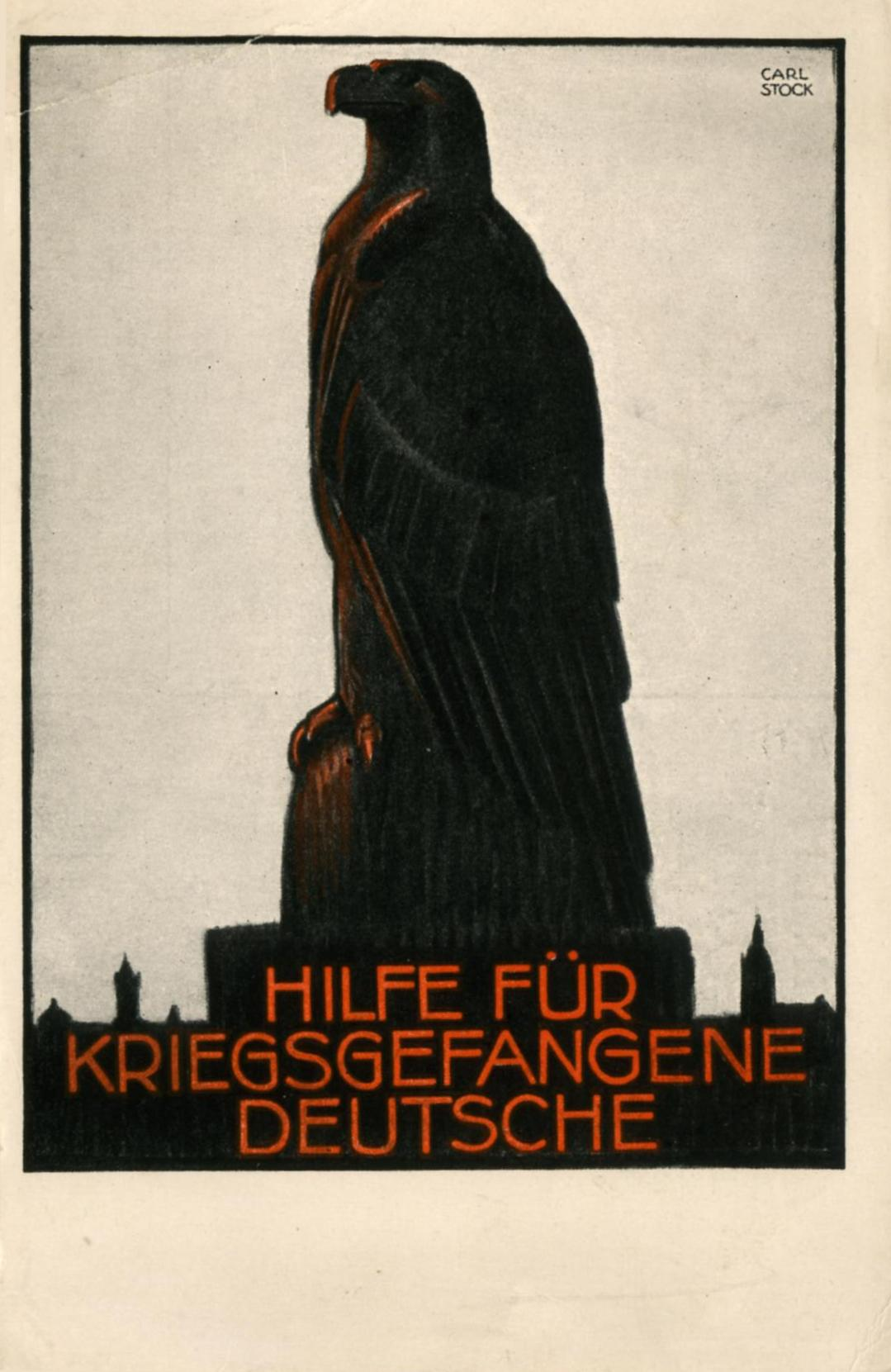
Postkarte zur Benagelung des "Eisernen Adlers" in Frankfurt, 1915.

- Bronzeplakette zur ersten planmäßigen Landung eines Zeppelin-Luftschiffes in Frankfurt, 1909 (Historisches Museum Frankfurt)
- Figuren am Turm der Lukaskirche, 1913 (Stock zugeschrieben) (Frankfurt a. M., Sachsenhausen)
- Bauplastik Lederfabrik J. Mayer & Sohn, 1912 (Offenbach)
- Bronzemedaille „Hilfe für kriegsgefangene Deutsche“, 1915 (Frankfurt a. M., Historisches Museum)
- Theodor-Körner-Denkmal, 1915 (Frankfurt a. M., Körnerwiese)
- Grabmal Freund, 1917 (Frankfurt a. M., Hauptfriedhof)
- Porträtmedaille Frieda Rothschild, 1918 (Frankfurt a. M., Historisches Museum)
- Gerber-Brunnen, 1924 (Worms)
- Grabmal David Stempel, 1927 (Frankfurt a. M., Hauptfriedhof)
- Neujahrsmedaille 1927 und 1928 (Frankfurt a. M., Historisches Museum)
- Brunnen, 1928 (Bitterfeld)
- Porträtmedaille Arthur von Weinberg, 1929  (Frankfurt a. M., Historisches Museum)
- Zierbrunnen für den Garten einer Villa, 1930 (im Taunus)
- Bronzemedaille Johann Wolfgang von Goethe, 1930/32 (Frankfurt a. M., Historisches Museum)
- Grabmal Günther Groenhoff, 1933 (Frankfurt a. M., Hauptfriedhof)
- Schmelzer, Grünsfelder Muschelkalk, 1936/37 (Degussa Haus)
- Grabmal für die sieben Opfer des in Lakehurst verunglückten Luftschiffes Hindenburg, 1937–1939 (Frankfurt a. M., Hauptfriedhof)

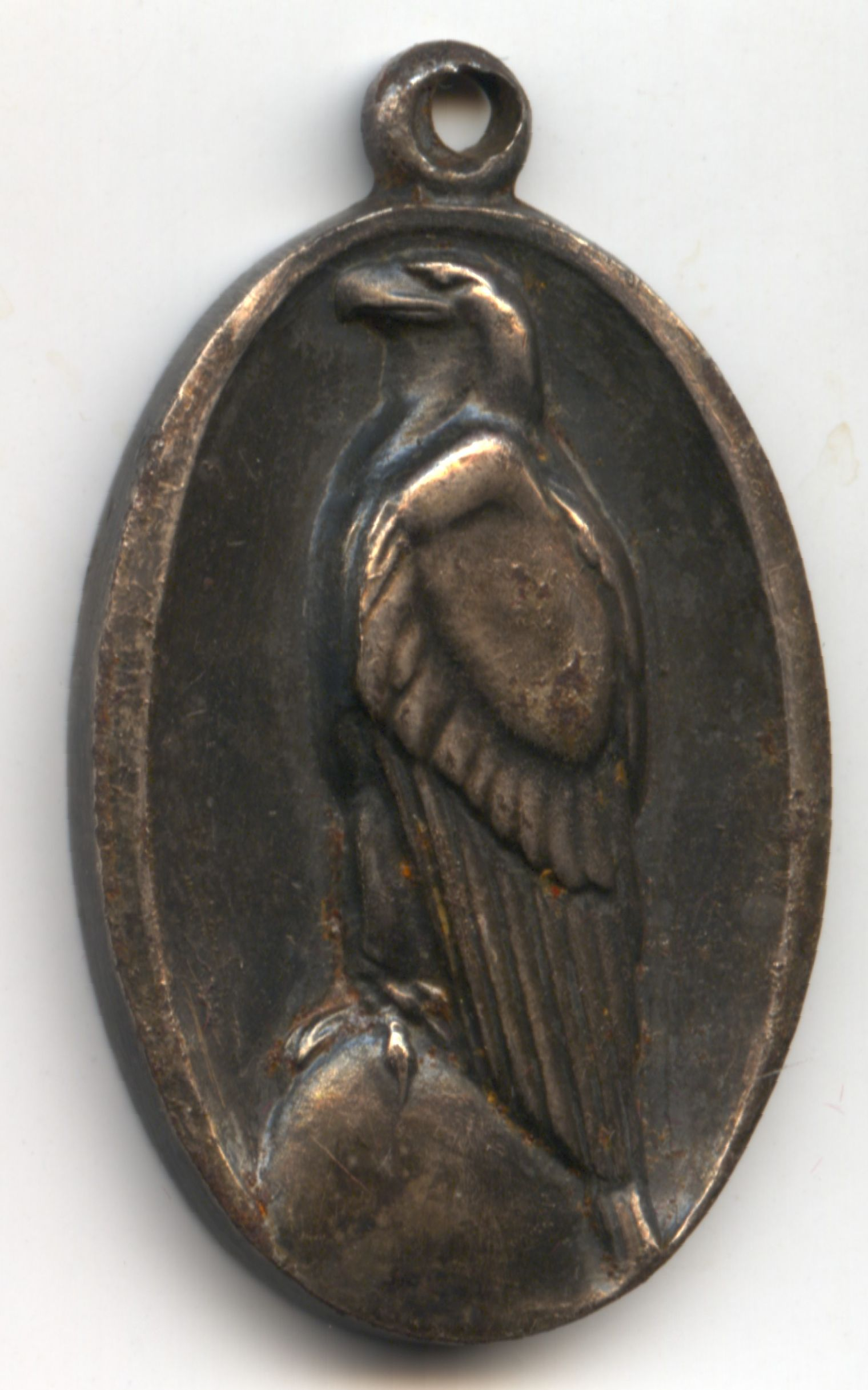
Bronzemedaille zur Benagelung des "Eisernen Adlers" in Frankfurt, 1915.

- Bronzemedaille zur Benagelung des "Eisernen Adlers" in Frankfurt, 1915.Arbeiterskulptur, 1938 (Frankfurt a. M.: Hauptbahnhof)
- Eisengussplakette „100 Jahre Taunusbahn“, 1940 (Frankfurt a. M., Historisches Museum)
- 12 Hochrelieffiguren im Giebelfeld des Chemischen Instituts der Goethe-Universität Frankfurt a. M.
- Kriegerehrenmal, 1938 (Rödelheim, während des Zweiten Weltkriegs als „Metallspende“ demontiert)
- Bauplastik IG-Siedlung (Frankfurt a. M., Eschersheimer Landstraße)
- Ratssilber (Aachen)
- Figur der Genesung, Parksanatorium der Reichsbahndirektion (Bad Homburg v.d. Höhe)
- Ehrenmale in Bad Homburg v.d. Höhe, Isenburg, Hofheim a.T.
- versch. Entwürfe für die Silberwarenfabrik P. Bruckmann & Söhne in Heilbronn
- Puck-Brunnen im Garten des Ritterguts Holzdorf (bei Weimar)